# 戰區
戰區是指軍事行動發生的大型區域，包括陸地與海洋。
克勞塞維茨於《戰爭論》中提到：這種區域有一定的界線與獨立性。戰區的界線是以要塞或自然障礙劃出，有時甚至是在海外。